# Invalides metróállomás
Gare de Invalides metróállomás Franciaország fővárosában, Párizsban. Az állomást a 8-as és a 13-as metróvonal érinti.
A közelben található a Gare des Invalides, melyet a párizsi RER C betűjelű vonala érint.

## Vasútvonalak
Az állomást az alábbi vasútvonalak érintik:
- 8-as metróvonal
- 13-as metróvonal
- RER C

## Kapcsolódó állomások
A vasútállomáshoz az alábbi állomások vannak a legközelebb:
- La Tour-Maubourg (Balard, 8-as metróvonal)
- Concorde (Pointe du Lac, 8-as metróvonal)
- Varenne (Châtillon - Montrouge, 13-as metróvonal)
- Champs-Élysées – Clemenceau (Les Courtilles, Saint-Denis – Université, 13-as metróvonal)
- Champs-Élysées – Clemenceau (La Défense, Château de Vincennes, 1-es metróvonal)

## Képgaléria

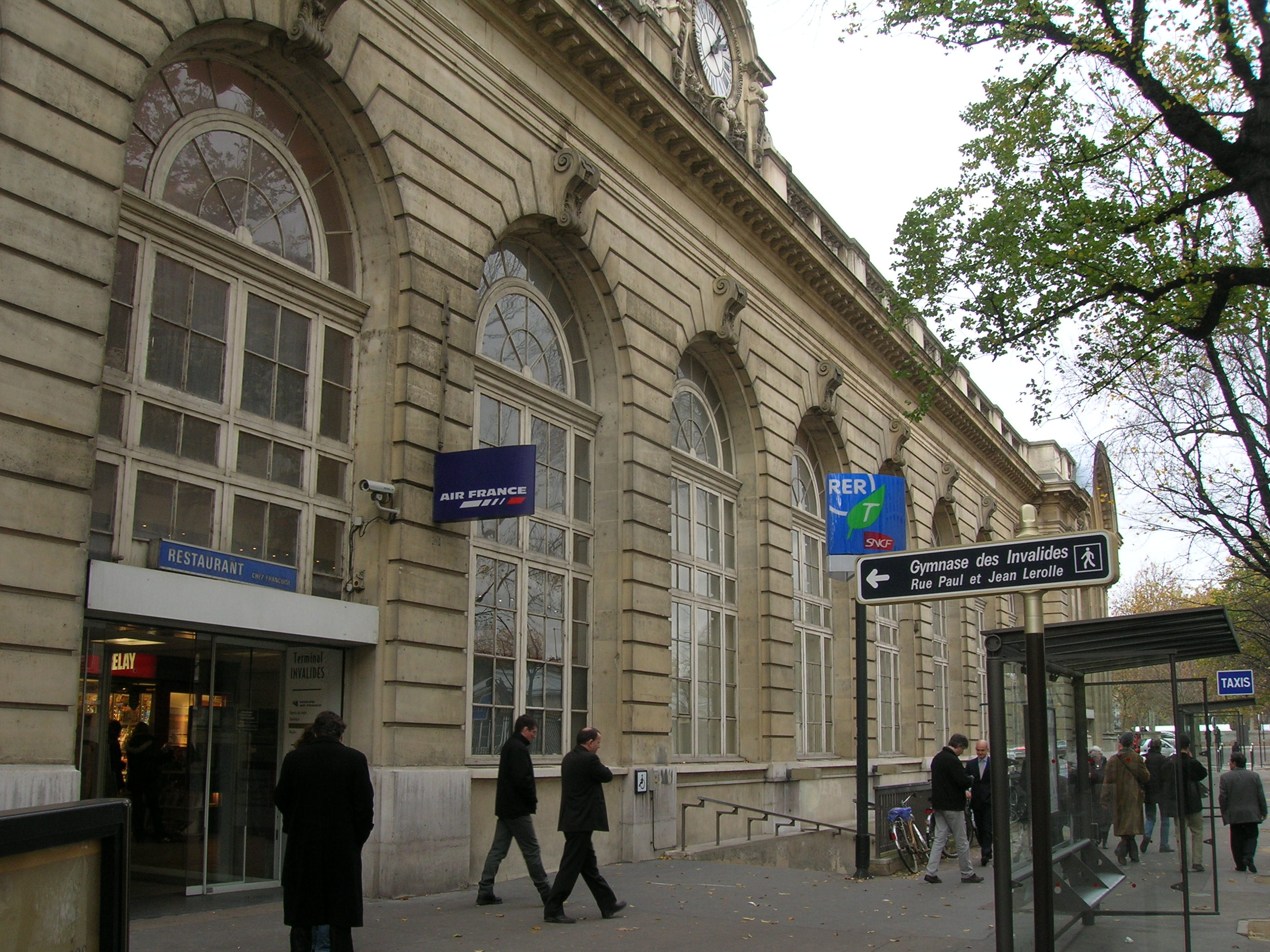
Az Invalides bejárata az utcáról
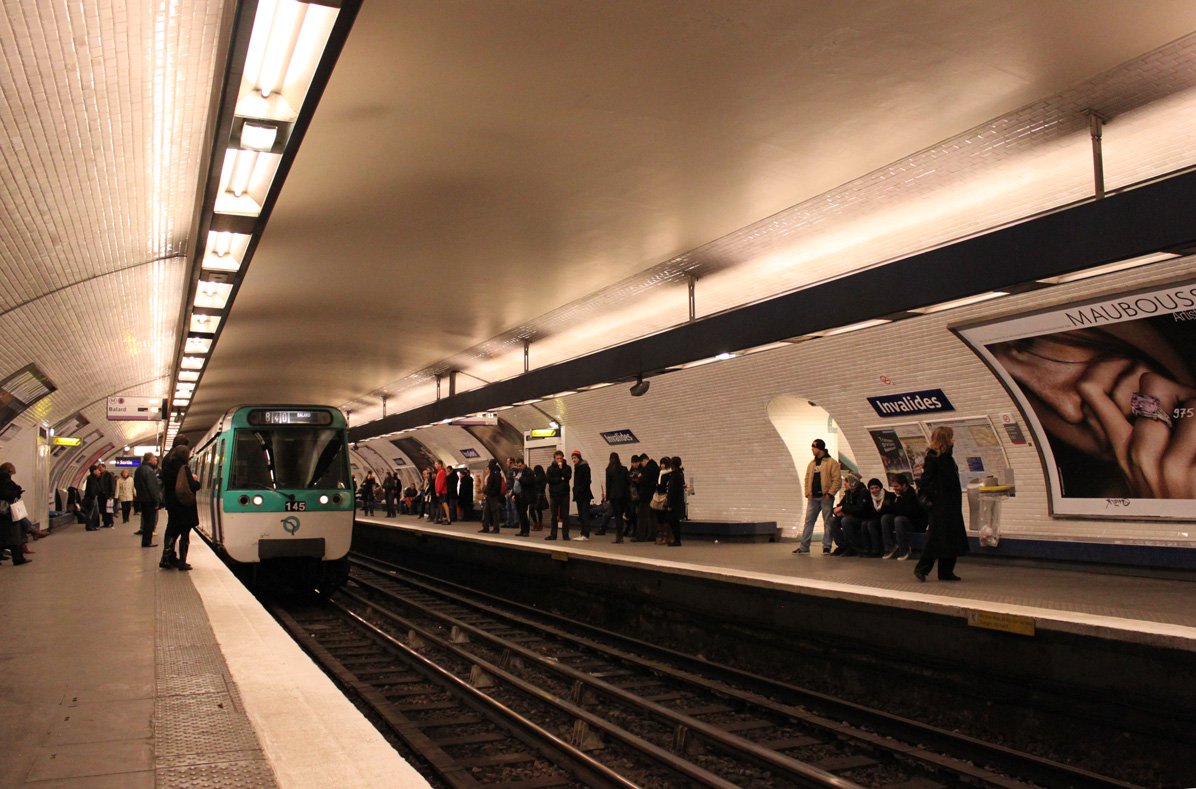
MF 77 sorozatú metrószerelvény a 8-as metróvonalon
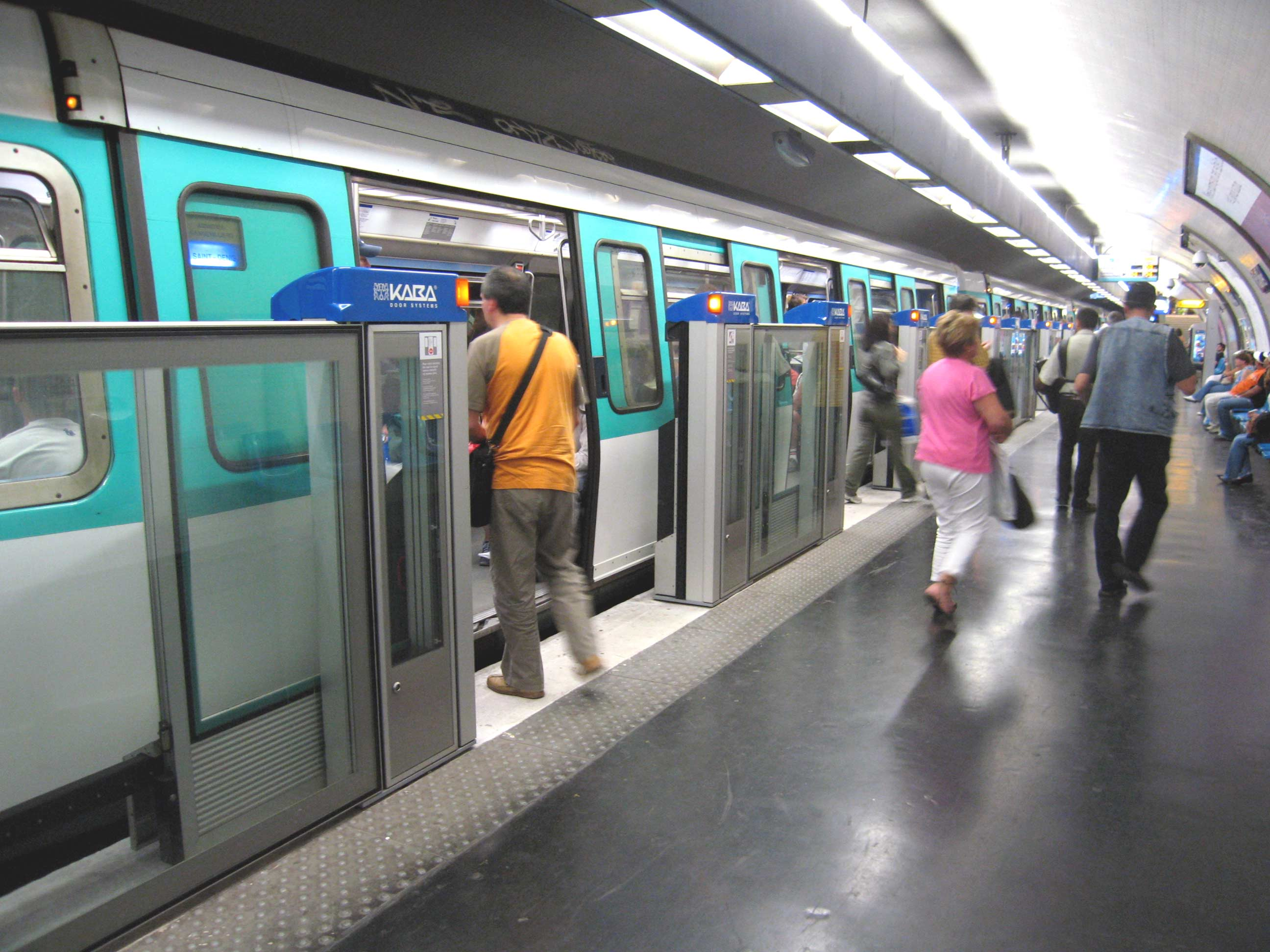
A 13-as metróvonal peronja automatikus kapukkal
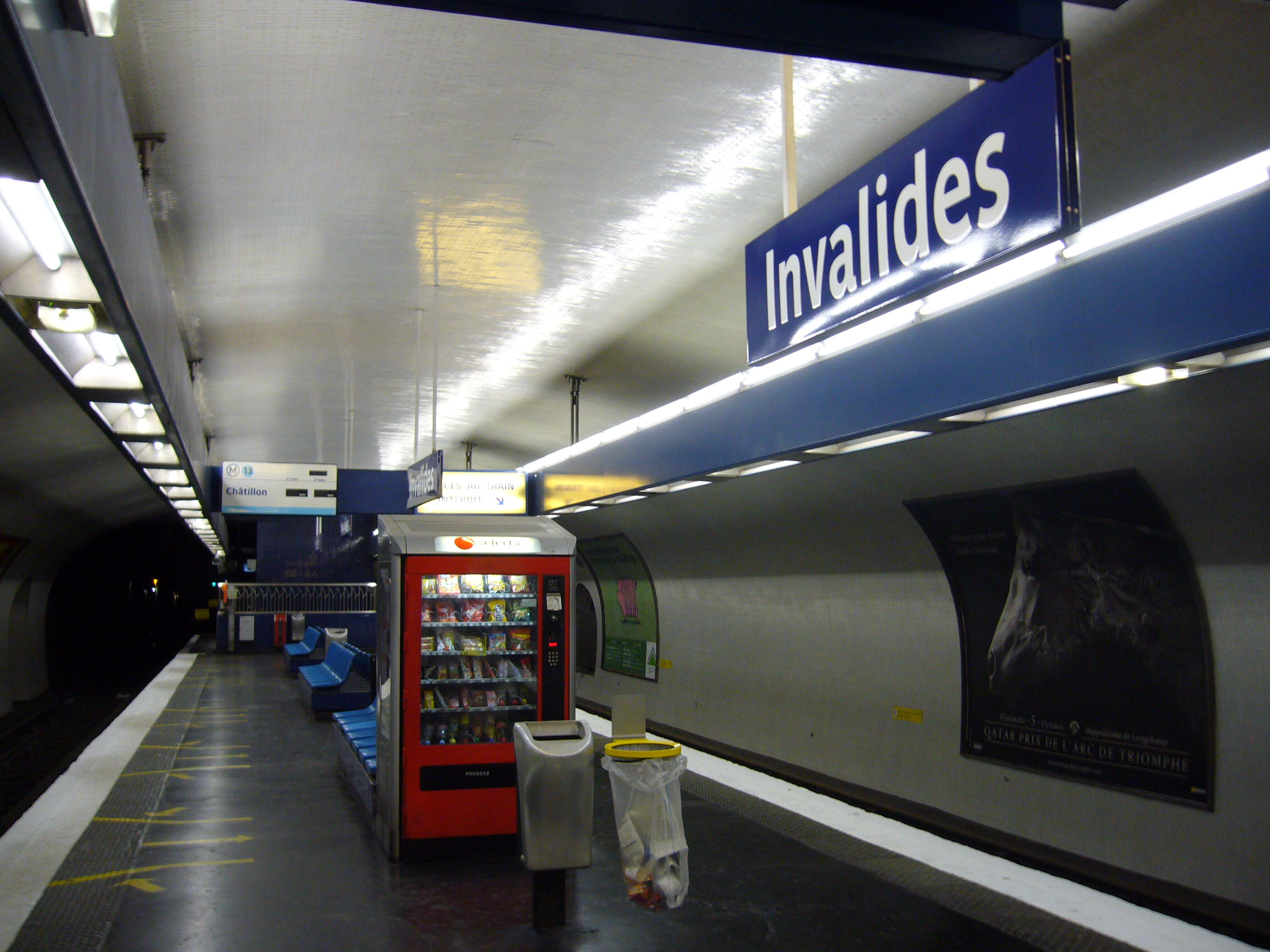
A 13-as metróvonal peronja

## Lásd még
- Franciaország vasútállomásainak listája